# Возвращение мушкетёров (фильм, 1989)
«Возвращение мушкетёров» (англ. The Return Of The Musketeers) — завершающий кинофильм трилогии режиссёра Ричарда Лестера о трёх мушкетерах. Экранизация романа Александра Дюма «Двадцать лет спустя».

## Сюжет
1649 год. Франция на грани революции. Мазарини приказывает Д’Артаньяну вновь собрать всех четверых мушкетёров, надеясь на их помощь. Богатый, но скучающий Портос согласен присоединиться к Д’Артаньяну, но Атос и Арамис отказывают ему, вместо этого они втайне помогают бунтарю Бофору сбежать из тюрьмы. Мушкетёры едут в Лондон, чтобы спасти короля Карла от казни, а их преследует одержимая местью Жюстина де Винтер, дочь их старого врага Миледи. Друзьям нужно сбежать из Англии, спастись от Жюстины, услужить королеве и помочь Бофору в его политических реформах.

## В ролях
| Актёр                  | Роль                     |
| ---------------------- | ------------------------ |
| Майкл Йорк             | Д’Артаньян               |
| Оливер Рид             | Атос                     |
| Фрэнк Финлей           | Портос                   |
| Ричард Чемберлен       | Арамис                   |
| Кристофер Ли           | Рошфор                   |
| Дэвид Биркин           | король Людовик XIV       |
| Джеральдина Чаплин     | королева Анна            |
| Филипп Нуаре           | кардинал Джулио Мазарини |
| Рой Киннир             | Планше                   |
| Кристофер Томас Хауэлл | Рауль де Бражелон        |
| Ким Кэттролл           | Жюстина де Винтер        |
| Эусебио Ласаро         | герцог де Бофор          |
| Алан Хауард            | Кромвель                 |
| Билл Патерсон          | Карл I                   |
| Жан-Пьер Кассель       | Сирано де Бержерак       |
| Лаура Сабардин         | герцогиня де Шеврёз      |
| Агата Лис              | герцогиня де Лонгвиль    |

## Интересные факты
- В отличие от двух первых картин трилогии, «Возвращение мушкетёров» было плохо принято критиками и не получило даже номинации ни на одну из престижных кинонаград.
- За исключением второстепенного персонажа - палача из Лилля, в третьей части участвовали те же актёры, что и в первых двух.
- Майкл Йорк в 2003 году вновь появился в роли Д’Артаньяна в мини-сериале «Мадемуазель Мушкетёр».
- Рой Киннир погиб во время съёмок, упав с лошади. Создатели фильма добавили в титры посвящение актёру.
- Филипп Нуаре сыграл ещё в одном фильме по мотивам произведений Александра Дюма о мушкетёрах, фильме «Дочь Д’Артаньяна» (1994), в котором исполнил роль Д’Артаньяна.
- Жан-Пьер Кассель, исполнивший в остальных фильмах трилогии роль Людовика XIII, появляется в «Возвращение мушкетёров» в камео Сирано де Бержерака.
- Роль Билла Бэйлиффа стала для английского комика Боба Тодда последней ролью в кино.